# Víctor Legorreta
Víctor Legorreta Hernández (Ciudad de México, 10 de diciembre de 1966) es un arquitecto mexicano, hijo del también arquitecto Ricardo Legorreta Vilchis.

## Semblanza biográfica
Estudió la licenciatura en Arquitectura en la Universidad Iberoamericana Ciudad de México. Después de realizar sus prácticas profesionales con Leason Pomeroy &Associate en Irvine, E.U.A.; Martorell, Bohigas y Mackay (MBM Arquitectes) en Barcelona y FumihikoMaki en Japón, se integró al despacho Legorreta Arquitectos en el año 1989, donde trabajó con su padre.
Dos años más tarde se convirtió en socio de Legorreta Arquitectos. En el 2001 obtiene el puesto de socio, director general y de diseño de Legorreta + Legorreta (actualmenteLEGORRETA). Ha impartido conferencias y congresos, en Universidades de E.U.A., Latinoamérica y el Medio Oriente. Ha sido miembro de varios jurados, como los Premios de Diseño del Instituto Americano de Arquitectos (AIA).

## Premios
En el 2007, el Instituto Americano de Arquitectos (AIA), le otorga el título de Miembro Honorario, y en el 2011 es nombrado Académico de Número de la Academia Nacional de Arquitectura, Capítulo Valle de México y Presidente del Interclub en México de la Academia Internacional de Arquitectura (IAA).
En el 2018 recibe el Reconocimiento “Trayectorias CDMX”  otorgando por la revista México Design a la labor y trayectoria de LEGORRETA.
En 2019 recibe el Reconocimiento como Nuevo Académico Emérito electo, de la Academia Nacional de Arquitectura de la Sociedad de Arquitectos Mexicanos A.C., Capítulo Valle de México.

## Obras representativas

### En México

#### Terminadas
- 1993, Papalote - Museo del Niño, Bosque de Chapultepec 2a. Sección, Ciudad de México.[4]

- 1994, Biblioteca para la Universidad Autónoma de Nuevo León, Monterrey.

- 1998, Televisa Santa Fe, Ciudad de México.

- 2001, EGADE Escuela de Graduados en Administración y Dirección de Empresas del ITESM, Monterrey.

- 2005, Conjunto Juárez y Plaza Juárez. Edificio para la Secretaría de Relaciones Exteriores - Torre Tlatelolco y edificio para el Tribunal Superior de Justicia del Distrito Federal, Ciudad de México.

- 2008, Museo Interactivo Laberinto de las Ciencias y las Artes, San Luis Potosí.

- 2010, División de Estudios de Posgrado y Especializaciones en Economía, UNAM. Centro Cultural Universitario, Ciudad de México.

- 2011, Centro Médico Zambrano Hellion del ITESM, Monterrey.[5]

- 2016, Torre BBVA (México), en colaboración con el despacho Rogers StirkHarbour + Partners de Londres.  Paseo de la Reforma y Lieja, Ciudad de México.[6]

- 2018, Conjunto Ruta del Bosque, Valle de Bravo, México.[7]

- 2018, Casa Grande, Los Cabos, Baja California Sur.[8]

#### Aún en proceso
- Conjunto de Usos Mixtos Miyana, Ciudad de México.

- FourSeasons Tamarindo, en colaboración con Taller de Arquitectura Mauricio Rocha y Gabriela Carrillo, en Jalisco, México.

- Conjunto Residencial Mozaiko Lindavista, Ciudad de México.

- Conjunto de Usos Mixtos Vidarte, Ciudad de México.

- Conjunto de Usos Mixtos La Gota, Querétaro.

- Puerto Paraíso, Los Cabos, Baja California Sur.

- Elite Residences, Rosedal, Ciudad de México.

- Conjunto de Usos Mixtos Barrio Santiago, Querétaro.

- Conjunto de Usos Mixtos Puerta Bajío, León.

- Conjunto Cantera, Monterrey, Nuevo León.

### En el mundo

#### Terminados
- 1995, Biblioteca Municipal, San Antonio, Texas.[9]

- 1997, Centro residencial Schwab, Universidad de Stanford, California.

- 1998, TheTechMuseumofInnovation, (San José, California, Estados Unidos)

- 1999, Laboratorios Chiron Life&Science, Emeryville, California.

- 1999, Centro de Artes Visuales de la Universidad de Santa Fe, Nuevo México, E.U.A.[10]

- 2000, Pabellón de México en la Expo 2000 Hannover.

- 2001, Museo Zandra Rhodes, Londres.

- 2001, Max PalevskyResidence Hall, Universidad de Chicago.

- 2005, Hotel Sheraton Bilbao, Bilbao, España.

- 2005, Centro Comercial Multiplaza Panamericana, El Salvador

- 2007, Oficinas El Roble, El Salvador y Costa Rica.

- 2007, Escuela de Ingeniería Texas A&M, Doha, Catar.[11]

- 2009, Universidad Americana en El Cairo, Egipto.

- 2009, Escuela de Computación y Negocios para Carnegie Mellon, Doha, Catar.[12]

- 2009, Museo Fort Worth de Ciencia e Historia, Texas, E.U.A.[13]

- 2011, Escuela de Diplomacia de la Universidad de Georgetown, Doha, Catar.[14]

- 2011, Centro Estudiantil, Universidad HamadBin Khalifa, Doha, Catar.[15]

- 2015, Otay: Cross Border Xpress, Tijuana, San Diego, California.[16]

- 2016, Edificio de Residencias de la Escuela de Graduados de Negocios de la Universidad de Stanford, California.[17]

#### Aún en proceso
- Plaza México Residences, Los Ángeles, California.

- Hospital en Kampala, Uganda.

- Universidad AKU, Arusha, República Unida de Tanzania.

### Entrevistas y Conferencias
- Víctor Legorreta . México: Víctor Legorreta, 2012.

- Entrevista a Ricardo y Víctor Legorreta por Warren Orbaugh . Guatemala: New Media, 2007.

- Proyecto Nuevo Sur . Monterrey: Nuevo Sur, 2012.

- Conferencia en MEXTROPOLI 2016 . México: Arquine, 2016.

- El reto de adaptar la tradición a la modernidad . Ciudad de México: Revista Obras, 2015.

- Víctor Legorreta . Ciudad de México: Enlace, 2015.

- Entrevista por el Canal del Congreso  Archivado el 26 de octubre de 2018 en Wayback Machine.. Ciudad de México: Canal del Congreso, 2016.
- Víctor Legorreta a veces los arquitectos se toman demasiado en serio . Ciudad de México: ArchDaily, 2017.

- Entrevista para MilenioTV  . Ciudad de México: Milenio Digital, 2017.

- La ciudad cada vez más densa (enlace roto disponible en Internet Archive; véase el historial, la primera versión y la última).. Ciudad de México: Heraldo, 2018.

- Entrevista en el programa “Aquí con Javier Solórzano” . Ciudad de México: Once Noticias, 2018.

- Datos: Q60194396